# Abwasserabgabengesetz
Das Abwasserabgabengesetz regelt die Pflicht, für das Einleiten von Abwasser (Schmutzwasser, Niederschlagswasser) in Gewässer Abgaben zu zahlen. Die Höhe der Abwasserabgabe richtet sich dabei gem. § 3 Abs. 1 AbwAG nach der Schädlichkeit des Abwassers.
Das Gesetz enthält an mehreren Stellen Ermächtigungen für Detailbestimmungen durch die Länder. Daher haben die Länder Ausführungsgesetze erlassen.
Es ist das erste Gesetz in Deutschland, das die Erhebung einer zweckgebundenen Abgabe für eine mögliche Umweltbeeinträchtigung ermöglicht. Die Zweckbindung ist in § 13 Abs. 1 Satz 1 AbwAG beschrieben.